# Georges Snoy
Pour les articles homonymes, voir Snoy.
Le baron Georges Snoy, né à Paris le 21 mars 1844 et mort à Braine-l'Alleud le 29 novembre 1923, est un homme politique belge.
Il construisit le château de l'Hermite à Braine-l'Alleud.

## Fonctions et mandats
- Membre de la Chambre des représentants de Belgique : 1884-1911

## Sources
- Jean-Luc DE PAEPE & Christiane RAINDORF-GERARD, Le Parlement belge, 1831-1894. Données biographiques, Brussel, 1996.
- Oscar COOMANS DE BRACHÈNE, État présent de la noblesse belge, Annuaire 1998, Brussel, 1998.